# Casa de Salústio
A Casa de Salústio é uma antiga casa samnita que posteriormente tornou-se um hospitiums ou hotel, encontrada no sitio arqueológico de Pompeia e possivelmente datada do século II a.C. Foi descoberta com suas primeiras escavações realizadas entre 1805 e 1809, contudo muito foi perdido e destruído com os bombardeios sofridos durante a Segunda Guerra Mundial em 1943, sendo restaurada somente em 1970. Encontra-se localizada ao leste da Via Consolare, uma rua que se estende do Portão de Herculano até o Fórum de Pompeia. Recebeu esse nome graças a um anúncio nomeando Caius Sallustius para a eleição, encontrado originalmente na fachada, porém atualmente não é mais visível.  Também conhecida como Casa de Actaeon e Casa de Cossus Libanus. Tornou-se conhecida por ser a casa a preservar em seu átrio, asa e tablinum, o Primeiro Estilo de pintura romana mais antigo encontrado em Pompeia. 

## Modelo Arquitetônico

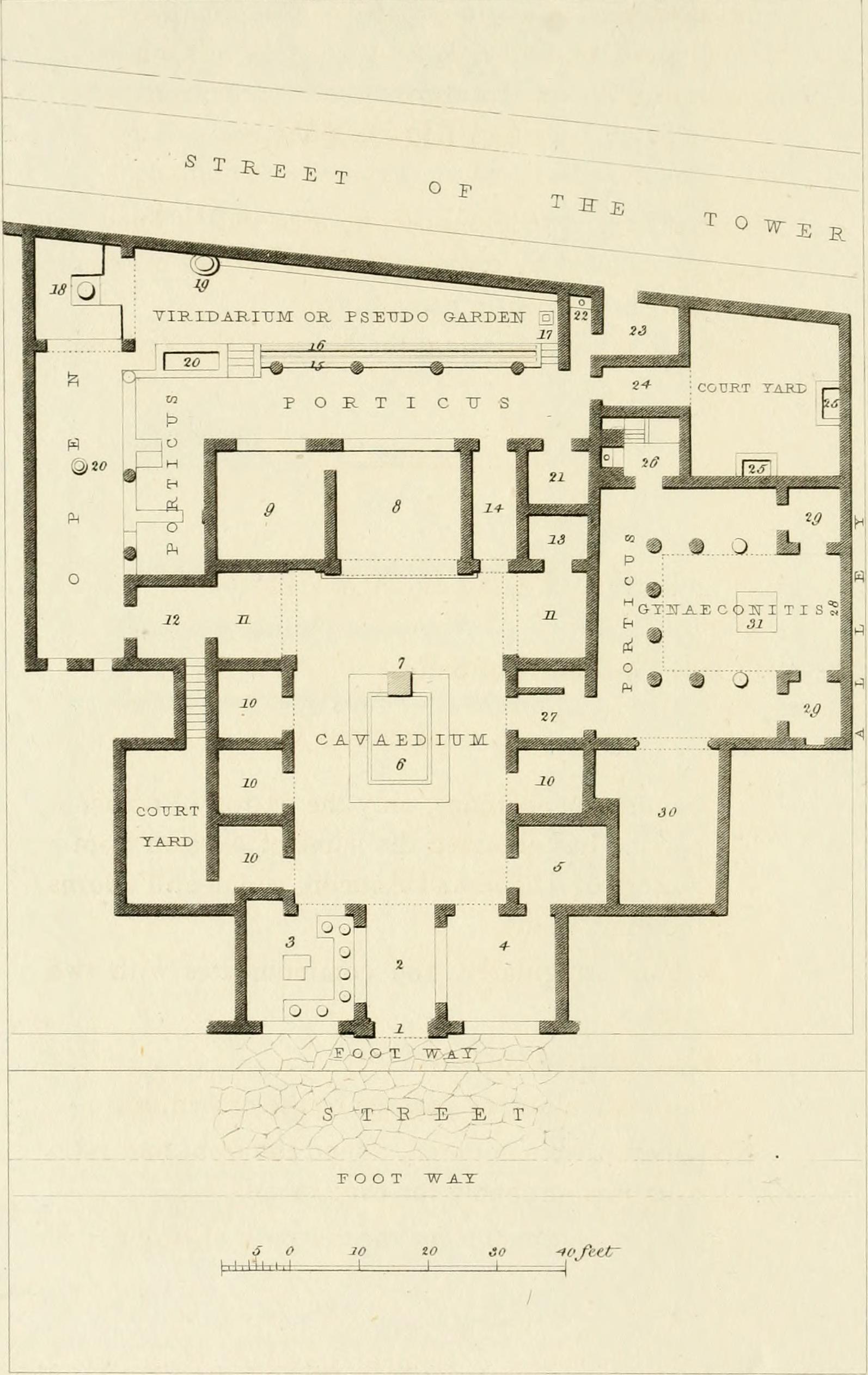
Planta da Casa de Salústio antes da Renovação

A Casa de Salústio quando descoberta possuía um pórtico no Norte e era sustentada por sete colunas vermelhas com capitéis romanos brancos. Dispõe de fontes e afrescos que existiam atrás da sala principal. Também possuía um jardim que podia ser visto através de uma grande janela no tablinum e ainda existia uma fonte no meio do jardim e uma abertura de cisterna no canto noroeste do mesmo. A casa possuía vários quartos ao redor do átrio, provavelmente para hóspedes, assim como espaços internos no canto nordeste do átrio e do lado oeste do peristilo para eles jantarem do lado de dentro da casa, no ponto mais estreito, enquanto a comida era preparada do lado de fora em uma lareira. 
Porém, com o bombardeio em setembro de 1943, a casa foi destruída e somente o lado oeste foi poupado. Apenas em 1970 a casa foi reconstruída, algumas partes notáveis modernas são seu telhado, o apartamento sul e o pórtico. Houve uma cautela na reforma para preservar o estilo samnita. Foi criado um elemento arquitetônico para suprir a falta de acomodação dos quartos pequenos, uma villa romana com jardins.

## Estilo de Arte Pompeiano

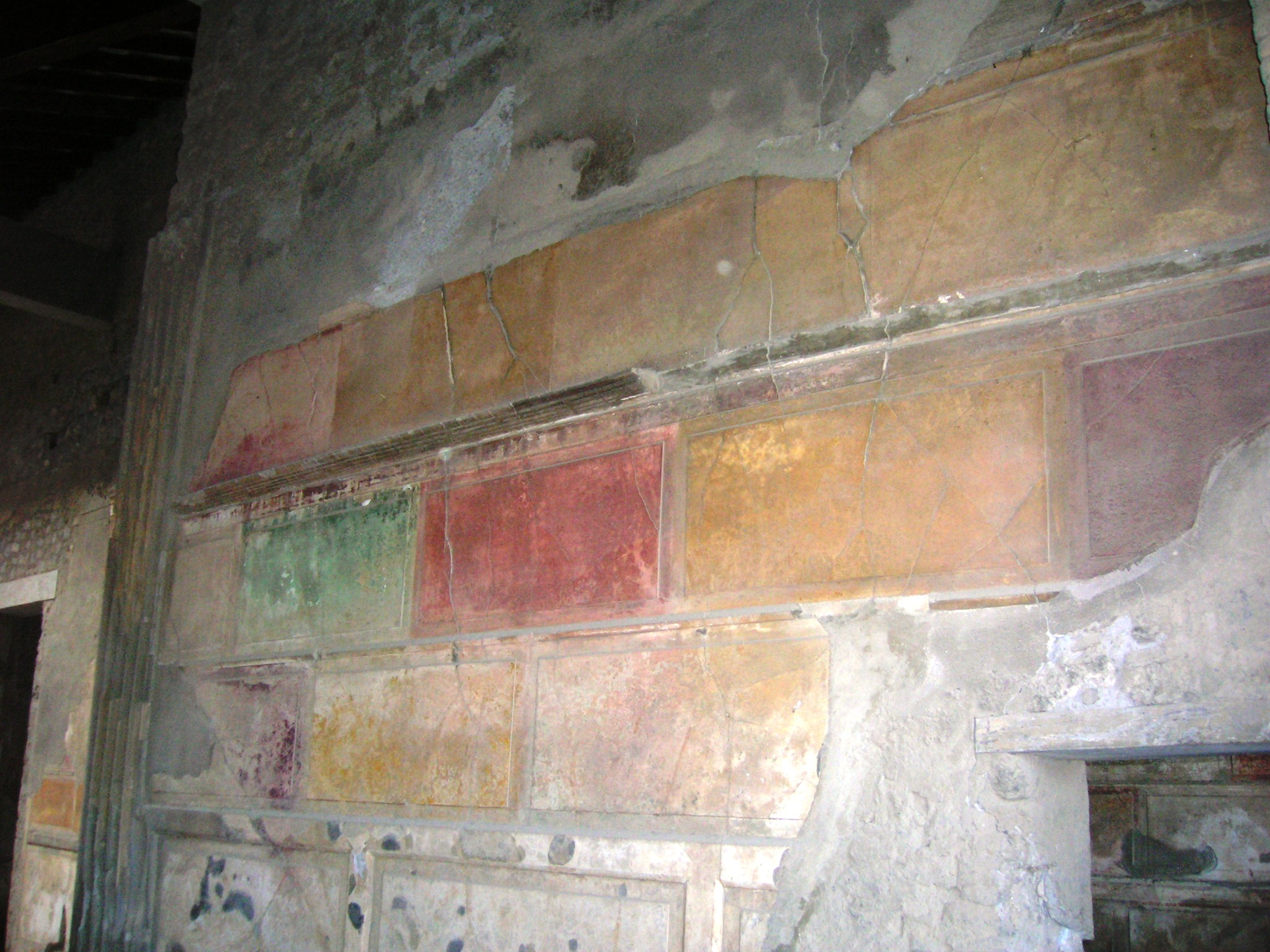
Afresco no Primeiro Estilo na Casa de Salústio

A Casa de Salústio é famosa por possuir o Primeiro Estilo de Arte Romana, também conhecido como cantaria ou incrustação, nome com origem da palavra crustae que são placas pétreas de revestimento e popular de 200 a.C até 80 a.C. É o tipo de decoração de parede mais antigo encontrado em Pompeia, de característica abstrata, no qual imita os elementos da alvenaria grega, com a imitação do efeito da cantaria, em gesso colorido. 
Caracterizado por uma construção de pedra monumental de forma livre, mas preservando a divisão da parede em zonas. É presente uma combinação de elementos, como um processo de marmorização policromada, folheados de mármore e também, a utilização de cores vivas que pode ser observada como um sinal de riqueza, criando uma ilusão de riqueza fabulosa. Como as casas romanas possuíam poucas janelas para o exterior, as paredes internas tendiam a ser contínuas, e o Primeiro Estilo procura enfatizar essa unidade criando ambientes integrados. 

## Pinturas

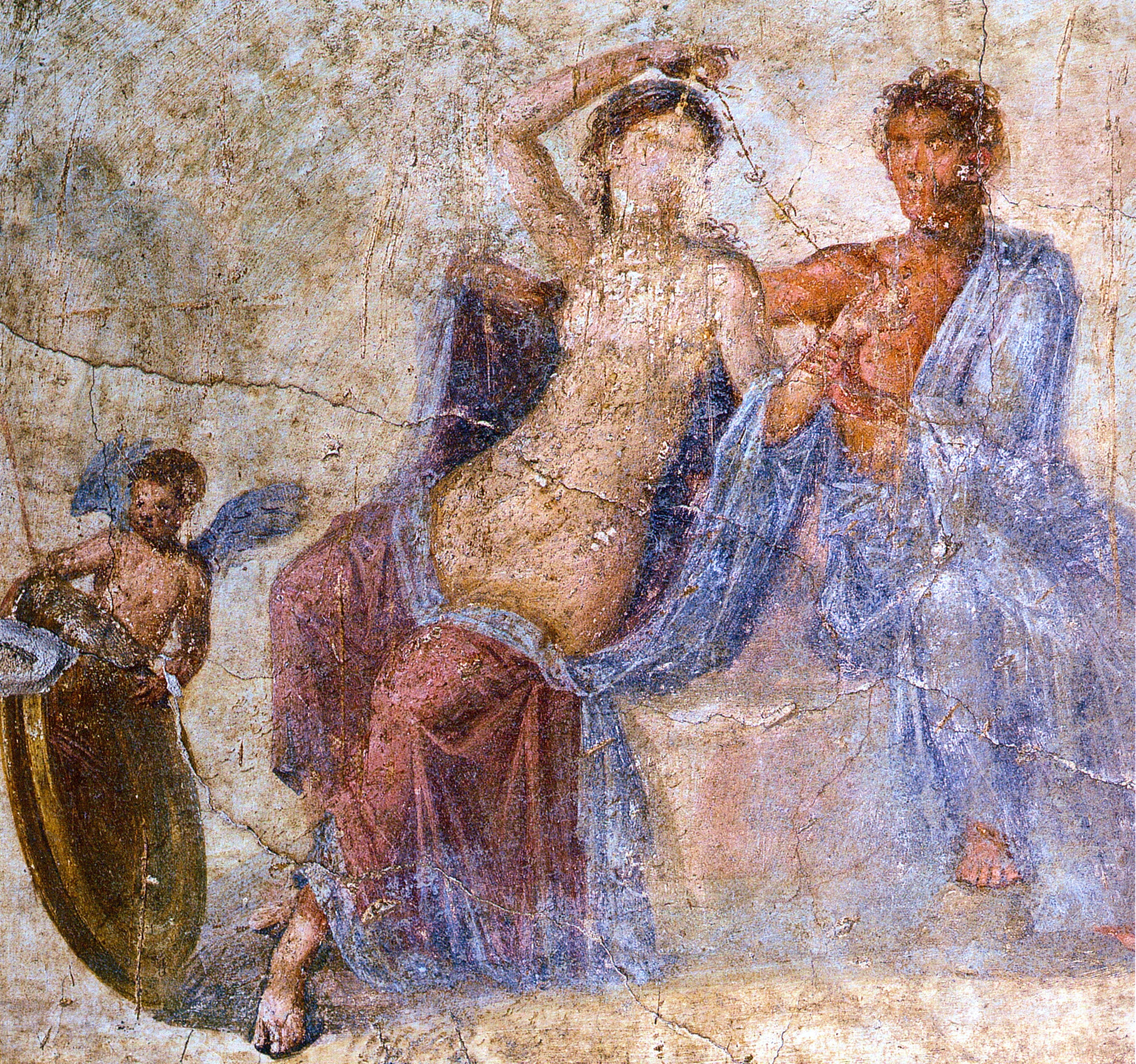
Pintura de Ares e Afrodite

Quando descoberta, a casa possuía  na parte de trás próximo ao jardim, estátuas pintadas de mármore com o objetivo de criar uma transição ilusionista do pequeno jardim para o afresco de uma paisagem natural que representava o destino de Acteon, rasgado em pedaços pelos próprios cães como uma penalidade por ter visto Diana no banho, porém a mesma foi posteriormente destruída durante a guerra. À direita desta cena se encontrava uma ninfa sob o disfarce de uma estátua, segurando uma bacia d'água  e também uma janela de um dos dois quartos pequenos é visível. Em suas paredes externas há duas pinturas de desenho similar, Europa com o Touro e Frixo e Hele e o Carneiro.
Uma obra ainda preservada foi encontrada no cubiculum na parte ocidental, aos fundos da casa e próximo a um pequeno jardim e contém um afresco de um par de amante da mitologia que ainda podem ser vistos mesmo com os danos ocorridos durante a Segunda Guerra Mundial, Ares e Afrodite. 

### Galeria

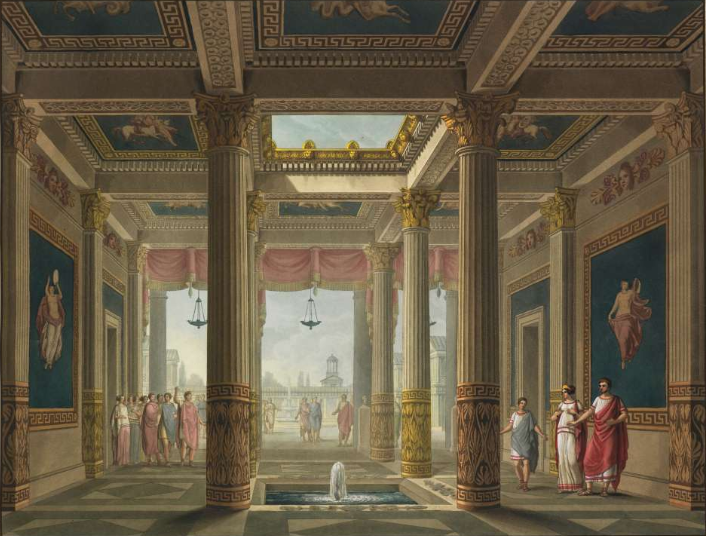
Átrio da Casa de Salústio pintado por Alessandro Sanquirico da La Scala em 1827
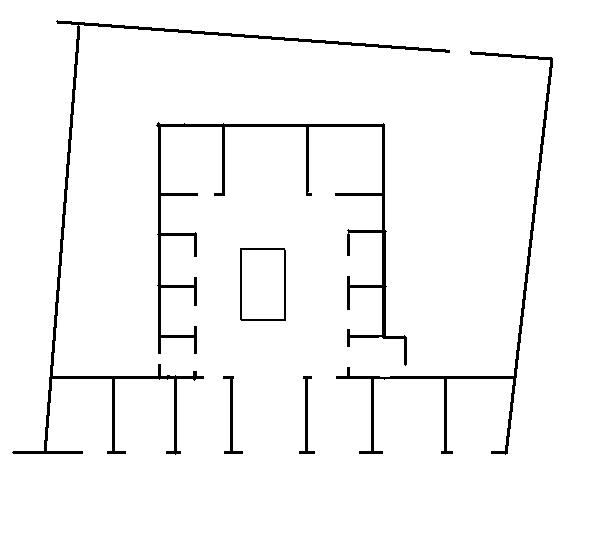
Plano simples da casa de Salústio
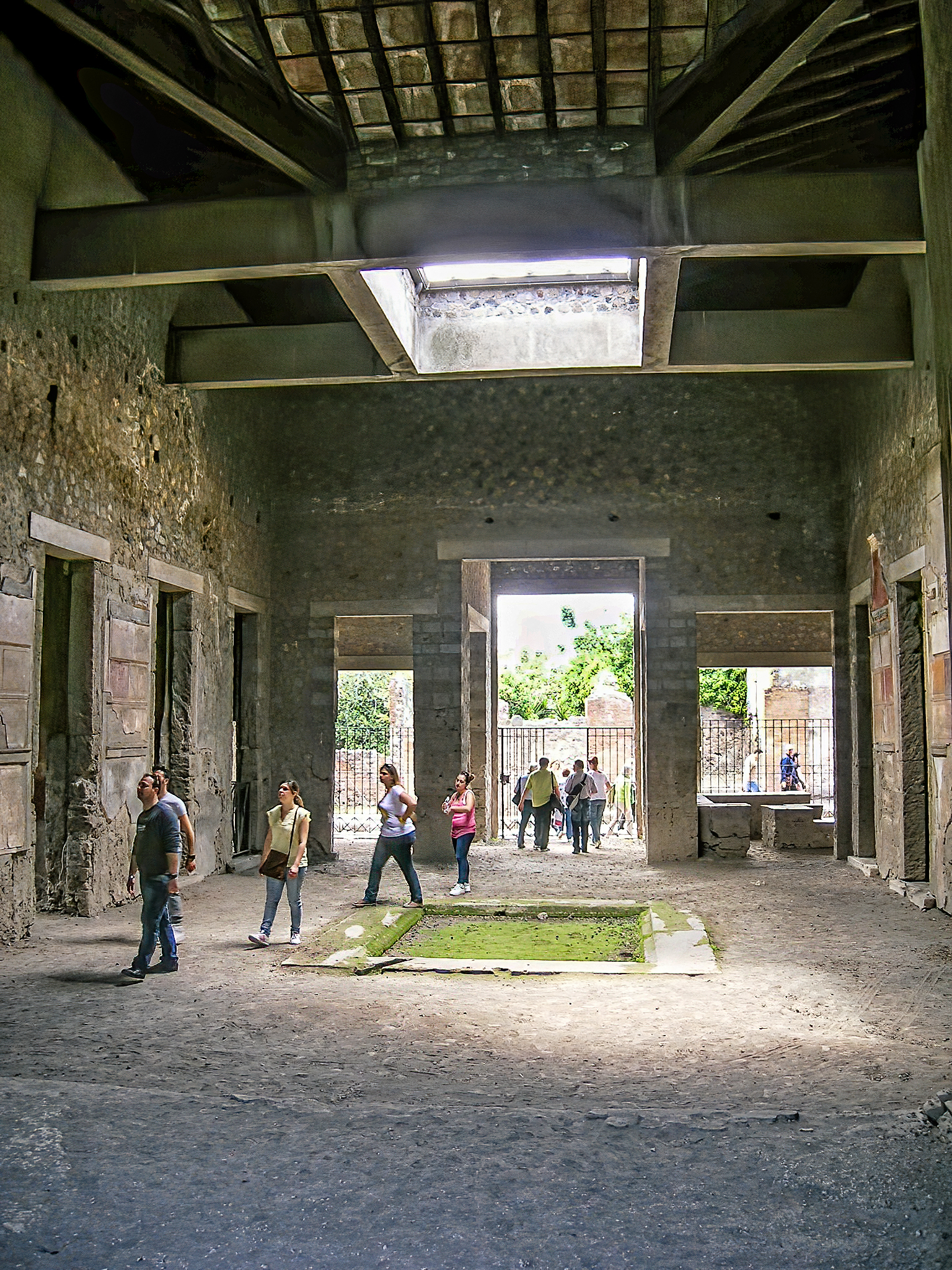
Implúvio da casa de Salústio
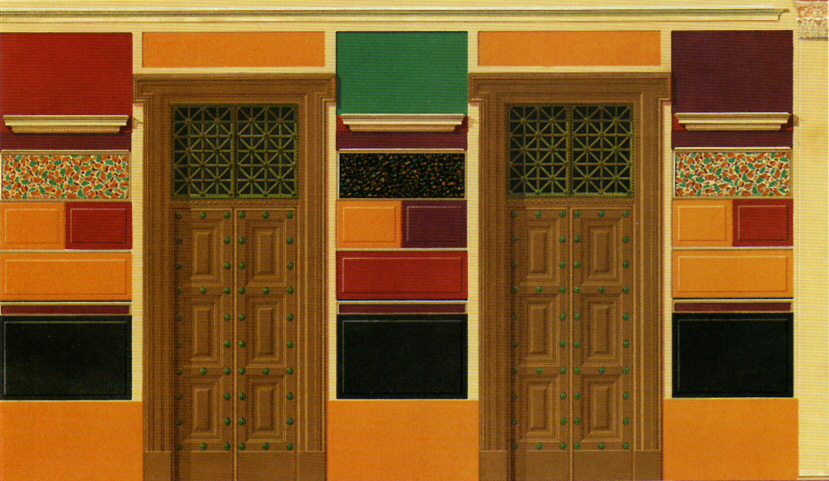
Afrescos no primeiro estilo da casa de Salústio